# لعرارمة (أولاد عمارة الفيض)
لعرارمة هو دُوَّار يقع بجماعة متوح، إقليم الجديدة، جهة الدار البيضاء سطات في المملكة المغربية. ينتمي الدوّار لمشيخة أولاد عمارة الفيض التي تضم 8 دواوير. يقدر عدد سكانه بـ 341 نسمة حسب الإحصاء الرسمي للسكان والسكنى لسنة 2004.

## روابط خارجية
- البوابة الوطنية للجماعات الترابية نسخة محفوظة 12 مارس 2018 على موقع واي باك مشين.
- المندوبية السامية للتخطيط